# Jurij Gorbunow
Jurij Siergiejewicz Gorbunow, ros. Юрий Сергеевич Горбунов (ur. w Moskwie) – rosyjski generał pułkownik prawa, oficer rosyjskich służb specjalnych.

## Życiorys
Ukończył Moskiewski Lotniczy Instytut Techniczny, Wyższą Szkołę KGB ZSRR im. F. E. Dzierżyńskiego, Rosyjską Akademię Gospodarki Narodowej przy Rządzie Federacji Rosyjskiej. Pracował w instytucie naukowo-badawczym systemów automatycznych. Doktor nauk prawnych, jest autorem ponad 65 prac naukowych, 20 publikacji o Moskwie, posiada radzieckie techniczne świadectwa autorskie.
W organach bezpieczeństwa od września 1977, kierował departamentem prawnych zagadnień bezpieczeństwa Państwowo-Prawnego Zarządu Administracji Prezydenta Federacji Rosyjskiej, od 20 grudnia 2005 pełni służbę na stanowisku zastępcy Dyrektora - stats-sekretarza FSB Rosji.